# Olivia Dean
Olivia Lauryn Dean (Londen, 14 maart 1999) is een Britse zangeres. In 2010 verscheen ze voor het eerst als achtergrond zangeres bij Rudimental voordat ze aan een solocarrière begon. In 2023 had ze internationaal succes met haar album "Messy", gevolgd door het album "The Art of Loving" (2025).

## Levensloop
Olivia Dean werd geboren in Haringey, Noord-Londen en groeide op in Walthamstow. Als 15-jarige werd ze toegelaten aan de befaamde BRIT-school, waar meerdere oud-studenten hun weg vonden in de muziek industrie. Als 18-jarige werd ze uitgenodigd door de band Rudimental om tijdens een festivaloptreden de rol van Emeli Sandé op zich te nemen in hun hit "Free". Dit resulteerde later in het gezamenlijk opgenomen nummer "Adrenaline", dat als bonustrack op hun volgende album verscheen. In 2018 bracht ze ook haar eerste eigen single "Reason to Stay" uit.
Vervolgens tekende ze bij het label AMF Music en bracht het jaar daarop haar eerste EP uit, getiteld "Ok Love You Bye". De titelsong bereikte over één miljoen aantal views. Het grote label EMI stapte aan boord en bracht eind 2020 de tweede EP "What Am I Gonna Do on Sundays?" uit. Hoewel het nummer "The Hardest Part" opnieuw miljoenen keren werd bekeken, zorgde het niet voor een doorbraak in de hitlijsten. Na nog een EP nam ze eind 2021 de kerstklassieker "The Christmas Song" op met orkestbegeleiding, cover van Nat King Cole. Hiermee behaalde ze rond de jaarwisseling haar eerste plaats in de "Britse singles charts".
Eind juni 2023 kwam haar debuutalbum "Messy" uit en kwam op nummer 4 in de Britse hitlijsten terecht. Het haalde ook de hitlijsten in verschillende landen op het Europese continent. 
In februari 2025 bracht ze haar single "It's Not Perfect But It Might Be" uit voor de soundtrack voor de Bridget Jones film: Mad About the Boy), met het nummer behaalde ze een top-40 hit in de Britse charts.
Dean ziet artiesten als Adele, Lauryn Hill, Angie Stone, Amy Winehouse, Carole King, Al Green en The Supremes als haar inpiratie bronnen.
In Nedederland en België is Dean voornamelijk in 2025 bekend geraakt met haar radio hits "Nice to Each Other" en "Rein Me In" (duet met Sam Fender), waarmee ze met beide nummers een top 10 hit had in Groot-Brittannië.

### Singles
| Single met eventuele hitnotering(en) in de Nederlandse Top 40 | Datum van verschijnen | Datum van binnenkomst | Hoogste positie | Aantal weken | Opmerkingen |
| ------------------------------------------------------------- | --------------------- | --------------------- | --------------- | ------------ | ----------- |
| Nice To Each Other                                            | 26-05-2025            | -                     | Tip 25          | -            |             |

## Externe Link
- Officiele site